# Comté de Yuba
Le comté de Yuba (en anglais : Yuba County) est un comté américain de l'État de Californie. Lors du recensement des États-Unis de 2020, il compte 81 575 habitants. Le siège de comté est Marysville.

## Histoire
Le comté de Yuba est l'un des 27 comtés originaux de la Californie, formé en 1850. Des portions de son territoire sont transférées au comté de Placer et au comté de Nevada en 1851, ainsi qu'au comté de Sierra en 1852. Son nom provient de la Yuba, rivière californienne qui est baptisée par le capitaine John Sutter, lui-même donnant son nom au comté de Sutter, voisin de celui de Yuba.

## Géographie
Selon le Bureau du recensement des États-Unis (USCB), le comté a une superficie totale de 1 667 km², dont 2,03 % (34 km²) sont constitués de plans d'eau.
Les deux villes que compte le comté sont Marysville et Wheatland. Les autres principaux lieux d'habitation (census-designated place) dans le comté sont Camptonville, Challenge-Brownsville, Linda, Loma Rica, Olivehurst et Plumas Lake. La Beale Air Force Base est également située dans le comté de Yuba, contrairement à Yuba City, siège du comté de Sutter voisin.

## Démographie
| 1850  | 1860   | 1870   | 1880   | 1890  | 1900  |
| ----- | ------ | ------ | ------ | ----- | ----- |
| 9 673 | 13 668 | 10 851 | 11 284 | 9 636 | 8 620 |

| 1910   | 1920   | 1930   | 1940   | 1950   | 1960   |
| ------ | ------ | ------ | ------ | ------ | ------ |
| 10 042 | 10 375 | 11 331 | 17 034 | 24 420 | 33 859 |

| 1970   | 1980   | 1990   | 2000   | 2010   | 2020   |
| ------ | ------ | ------ | ------ | ------ | ------ |
| 44 736 | 49 733 | 58 228 | 60 219 | 72 155 | 81 575 |